# Rot-Weiß Ahlen
Rot Weiss Ahlen e.V. (normalt bare kendt som Rot-Weiß Ahlen) er en tysk fodboldklub fra byen Ahlen i Nordrhein-Westfalen. Klubben spiller i den tredjebedste tyske liga, 3. Liga, og har hjemmebane på Wersestadion. Klubben blev grundlagt i 1996 som en videreførelse af klubben LR Ahlen.